# Хатхоху, Байзет Заурбиевич
Байзет Заурбиевич Хатхоху (19 января 1991 года) — российский самбист, чемпион и призёр чемпионатов России по боевому самбо, призёр чемпионатов мира, обладатель Кубка мира, мастер спорта России. Боец смешанных единоборств. 26 июля 2013 года в Анапе провёл свой первый бой в смешанных единоборствах, в котором раздельным решением победил Шахмара Михралиева. По состоянию на август 2020 года его рекорд составляет пять побед (3 сдачей соперника, и 2 — решением судей) и три поражения (1 нокаутом и 2 решением судей).

## Спортивные достижения

### Боевое самбо
- Чемпионат России по боевому самбо 2013 года — ;
- Чемпионат России по боевому самбо 2014 года — .
- Чемпионат России по боевому самбо 2017 года — .
- Чемпионат России по самбо 2018 года — ;
- Чемпионат России по самбо 2019 года — ;
- Чемпионат России по самбо 2021 года — ;

## Таблица выступлений
| Результат | Рекорд | Соперник           | Способ                        | Турнир                                                 | Дата                  | Раунд | Время | Место                      | Примечание |
| --------- | ------ | ------------------ | ----------------------------- | ------------------------------------------------------ | --------------------- | ----- | ----- | -------------------------- | ---------- |
| Победа    | 8-5    | Илья Ходкевич      | Решением (единогласным)       | ACA 137: Магомедов - Матевосян                         | 6 марта 2022 года     | 3     | 5:00  | Россия, Краснодар          |            |
| Поражение | 7-5    | Амирхан Адаев      | Решением (единогласным)       | ACA 130: Дудаев - Прайа                                | 4 октября 2021 года   | 2     | 3:33  | Россия                     |            |
| Поражение | 7-4    | Дауд Шайхаев       | Техническим нокаутом (удары)  | ACA 117: Багов - Сильверио                             | 12 февраля 2021 года  | 2     | 3:33  | Россия                     |            |
| Победа    | 7-3    | Иван Соловьев      | Сабмишном (удушение сзади)    | ACA 113: Керефов - Гаджиев                             | 6 ноября 2020 года    | 2     | 2:42  | Россия, Москва (ВТБ Арена) |            |
| Победа    | 6-3    | Адам Алиев         | Сабмишном (рычаг локтя)       | ACA 108: Галиев - Адаев                                | 8 августа 2020 года   | 3     | 2:32  | Россия, Грозный            |            |
| Поражение | 5-3    | Салим Тоуэхри      | Нокаутом (удар)               | Tech-Krep FC Prime Selection 2016 Final                | 29 октября 2016 года  | 1     | 3:11  | Россия, Краснодар          |            |
| Поражение | 5-2    | Юкинари Тамура     | Единогласное решение          | ADW Road to Abu Dhabi 3                                | 12 августа 2016 года  | 3     | 5:00  | Таиланд, Бангкок           |            |
| Победа    | 5-1    | Сунпей Ота         | Победа удушающим приемом      | Pancrase — 275                                         | 31 января 2016 года   | 1     | 2:54  | Япония, Токио              |            |
| Поражение | 4-1    | Дмитрий Парубченко | Единогласное решение          | Tech-Krep FC — Prime Selection 5                       | 6 августа 2015 года   | 3     | 5:00  | Россия, Краснодар          |            |
| Победа    | 4-0    | Юнус Ахмедов       | Сабмишном (рычаг локтя)       | Tech-Krep Fighting Championship — Prime 3              | 19 сентября 2014 года | 1     | 4:30  | Россия, Краснодар          |            |
| Победа    | 3-0    | Георгий Кличигин   | Сабмишном (скручивание пятки) | Tech-Krep Fighting Championship — Southern Front 2     | 4 октября 2013 года   | 3     | 0:29  | Россия, Краснодар          |            |
| Победа    | 2-0    | Грант Асатрьян     | Единогласное решение          | Tech-Krep Fighting Championship — Black Sea Open Cup 4 | 16 августа 2013 года  | 2     | 5:00  | Россия, Анапа              |            |
| Победа    | 1-0    | Шахмар Михралиев   | Раздельное решение            | Tech-Krep Fighting Championship — Black Sea Open Cup 1 | 26 июля 2013 года     | 2     | 5:00  | Россия, Анапа              |            |